# Smilax pilcomayensis
Smilax pilcomayensis là một loài thực vật có hoa trong họ Smilacaceae. Loài này được Guagl. & Gattuso miêu tả khoa học đầu tiên năm 1991.